# Лестница (фильм, 1969)
«Лестница» (англ. Staircase) — художественный фильм комедийного жанра, снятый в 1969 году режиссёром Стэнли Доненом.

## Сюжет
Немолодая гей-пара Харри и Чарли уже более 30 лет вместе. У них размеренная жизнь и собственный маленький бизнес — парикмахерская. Покой мужчин нарушает неожиданное известие о приезде дочери Чарли, ничего не знающей о сексуальных  пристрастиях горячо любимого папочки. 

## В ролях
- Рекс Харрисон —  Чарльз Дайер
- Ричард Бертон —  Харри Лидс
- Кэтлин Несбитт —  мать Харри
- Беатрикс Леманн —  мать Чарли
- Катя Уайет — дочь Чарли (не указана в титрах)

## Критика
- Винсент Кэнби из The New York Times посчитал фильм пустым и лишённым необходимой честности, а о дуэте Харрисона и Бёртона отозвался как о «Марке Антонии и Юлии Цезаре, сыгравших  разлагающихся любовников».[1]
- По мнению Роджера Эберта, поставившего фильму одну звезду из 4, «Лестница» Стэнли Донена — неприятное упражнение с дурным вкусом. По вкусу настолько плохое, что вам интересно узнать, как это умудрился снять  Донен, режиссёр «Поющих под дождём» и «Ослеплённого желаниями» (1968). Ошибка не в предмете (отношения двух гомосексуальных парикмахеров), а в стиле. И стиль — это, как правило, сильная сторона Донена».[2]
- Пользователи сайта Rotten Tomatoes дают фильму рейтинг 2,8 из 5 на основе 182 оценок.[3]